# Асклепион (Пергам)

Асклепио́н (др.-греч. Ἀσκληπιεῖον, тур. Bergama Asklepion) — один из самых знаменитых храмов Пергама, посвящён культу Асклепия — бога врачевания. Колонны асклепиона, украшенные змеями, стали символом медицины.

## История
Храм был построен в начале IV века до н. э. и первоначально находился во владении горожанина Архиаса, последователя культа Асклепия. Во время правления Эвмена II (правил в 197—159 до н. э.) храм стал государственным достоянием. Свой современный вид храм приобрёл во время правления Антония Пия (86-161). Раскопки показали, что до этого храм пережил ещё несколько переустройств, например в эпоху эллинизма.

### Эра до эллинизма
При раскопках в долине асклепиона были обнаружены осколки керамики предположительно архаического периода. Немногие же уцелевшие здания вокруг асклепиона были построены только в V веке до н. э. и не дают никаких намёков на то, что долина была местом поклонения. В долине находился источник воды, к которому вела лестница, и можно предположить, что со временем здесь появилась своеобразная «природная святыня».

### Эллинизм

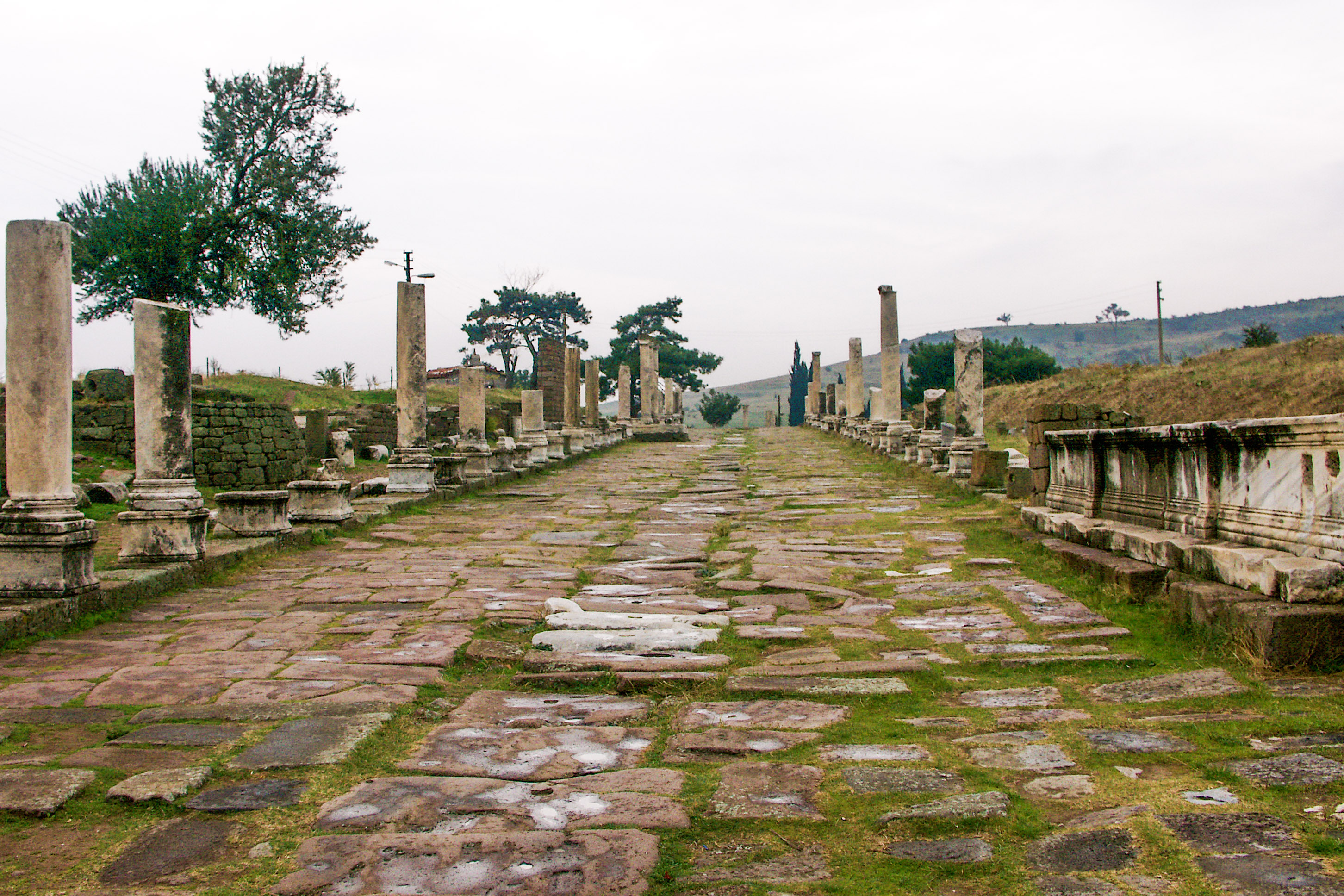
Дорога к асклепиону

Во второй половине IV века до н. э. у источника были построены три здания неизвестного назначения. Также была сооружена лестница, ведущая к источнику, изящная обработка которой позволяет сделать выводы о культовом назначении зданий. В начале III века до н. э. у южного алтаря была сооружена мозаика, которая открывала вид на алтарь — высотой почти 3 метра, она, вполне возможно, играла культовую роль. Позже, во время обновления в конце III века до н. э. мозаика была разрушена и святилище было почти полностью перестроено. Старые здания были заменены двумя новыми, построенными по единому архитектурному замыслу. Кроме того, было сооружено ещё одно здание, предположительно для обряда «святого сна».

### Правление римлян
Во время правления римлян к асклепиону была вымощена роскошная дорога — общей длиной 820 и шириной более 18 метров. По обеим сторонам дорогу украшали стоа и дорога заканчивалась роскошной пропилеей. С юга к комплексу был пристроен круглый героон, с севера крытый источник, а главный двор расширен до 110 х 130 метров. Именно во время правления римлян комплекс приобрёл свой окончательный вид.

## Назначение
Начиная со II века н. э. асклепион широко известен как лечебница, своеобразный санаторий. Больным и нуждающимся в помощи прописывались диеты, долгие прогулки на свежем воздухе и покой. Известно также, что широко применялся «святой сон» — больные просили Богов о решении проблем или прощении и ждали во сне ответа.

## Раскопки
Первые раскопки были проведены Карлом Хуманом, посетившем Пергам в 1878 году. Хуман случайно обнаружил у местного крестьянина мраморный барельеф и, проведя экспертизу и убедившись в его ценности начал активные археологические работы. Многие ценные находки хранятся сегодня в Берлине в Пергамском музее.

## Галерея

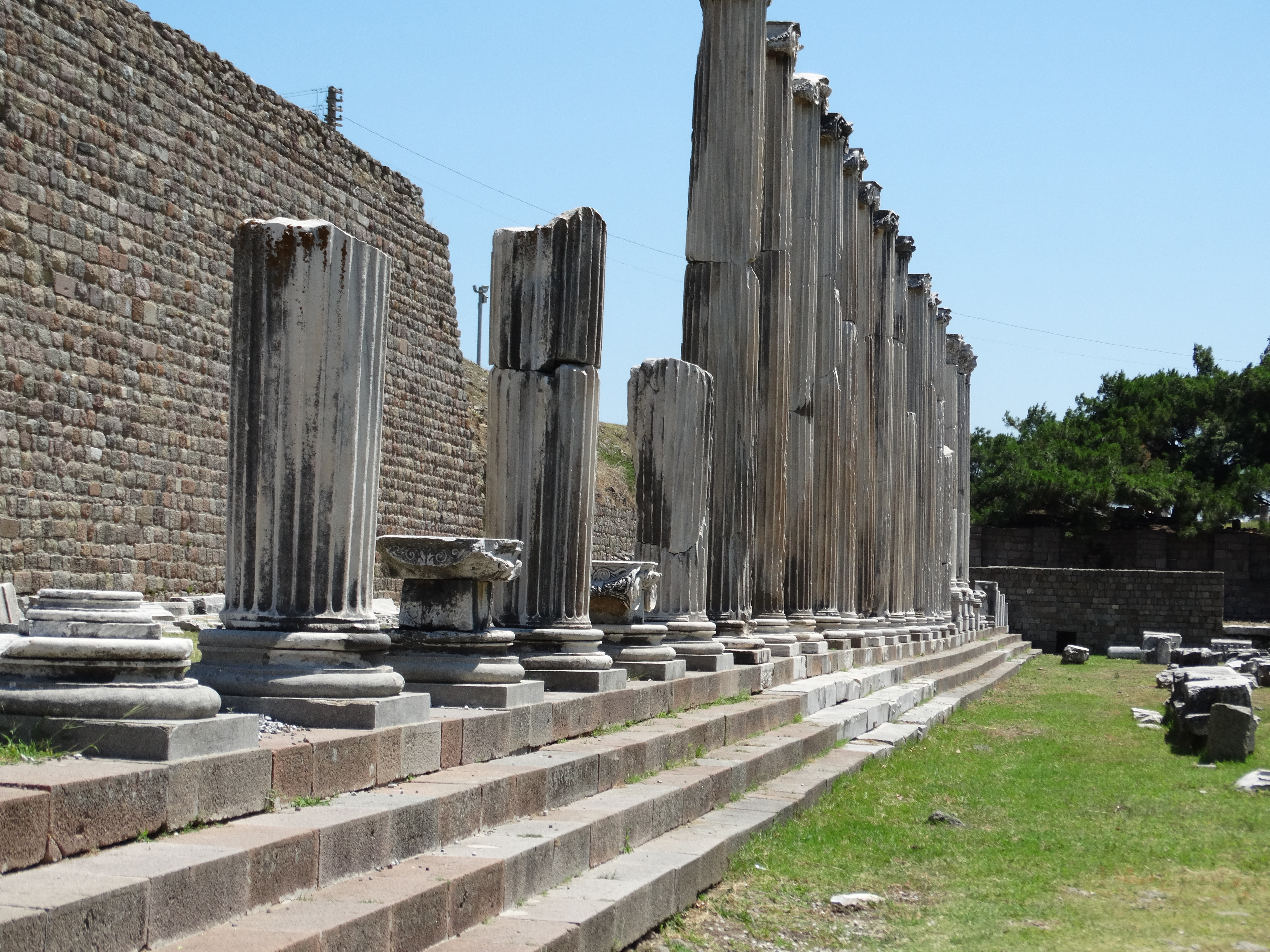
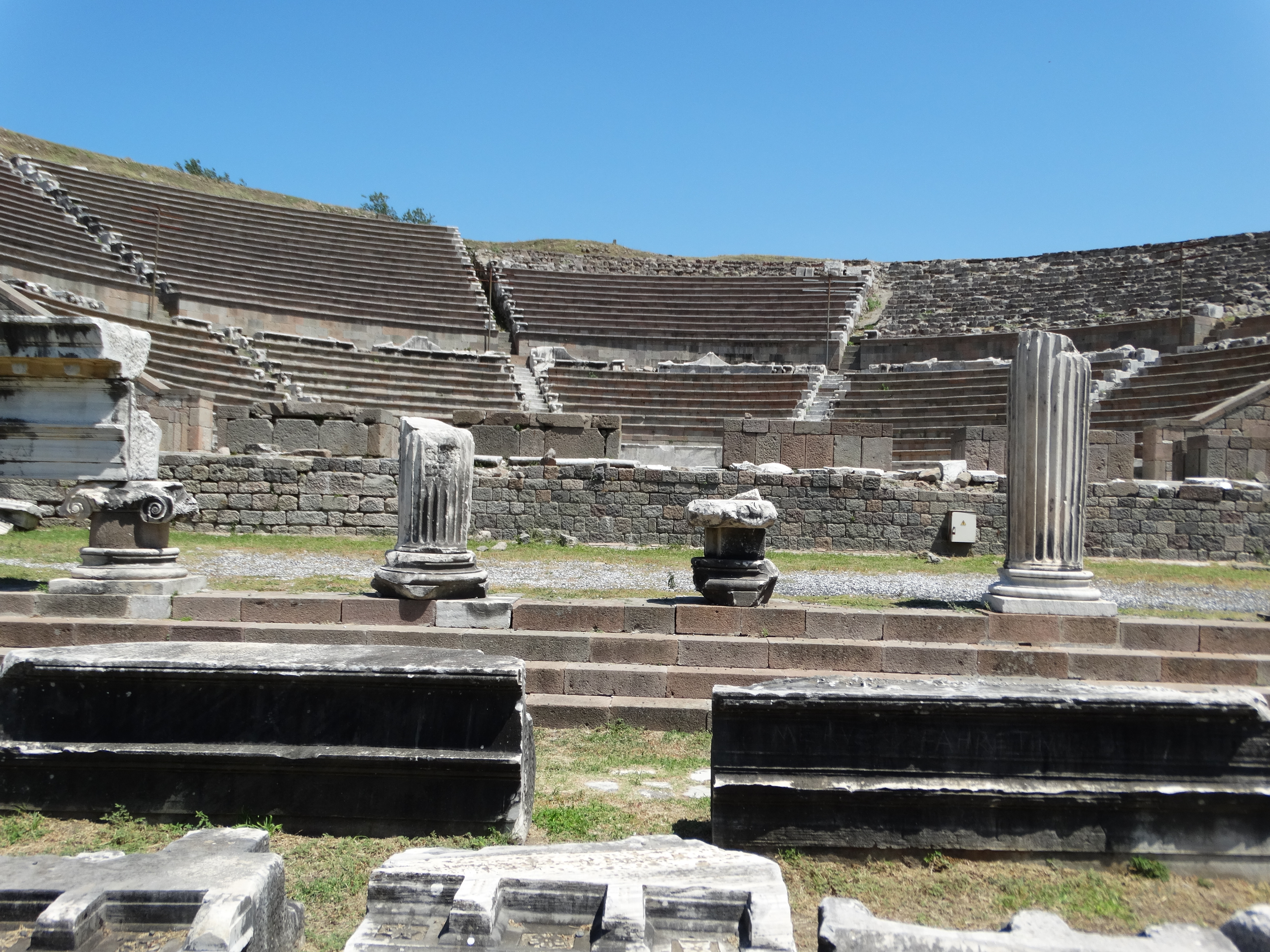
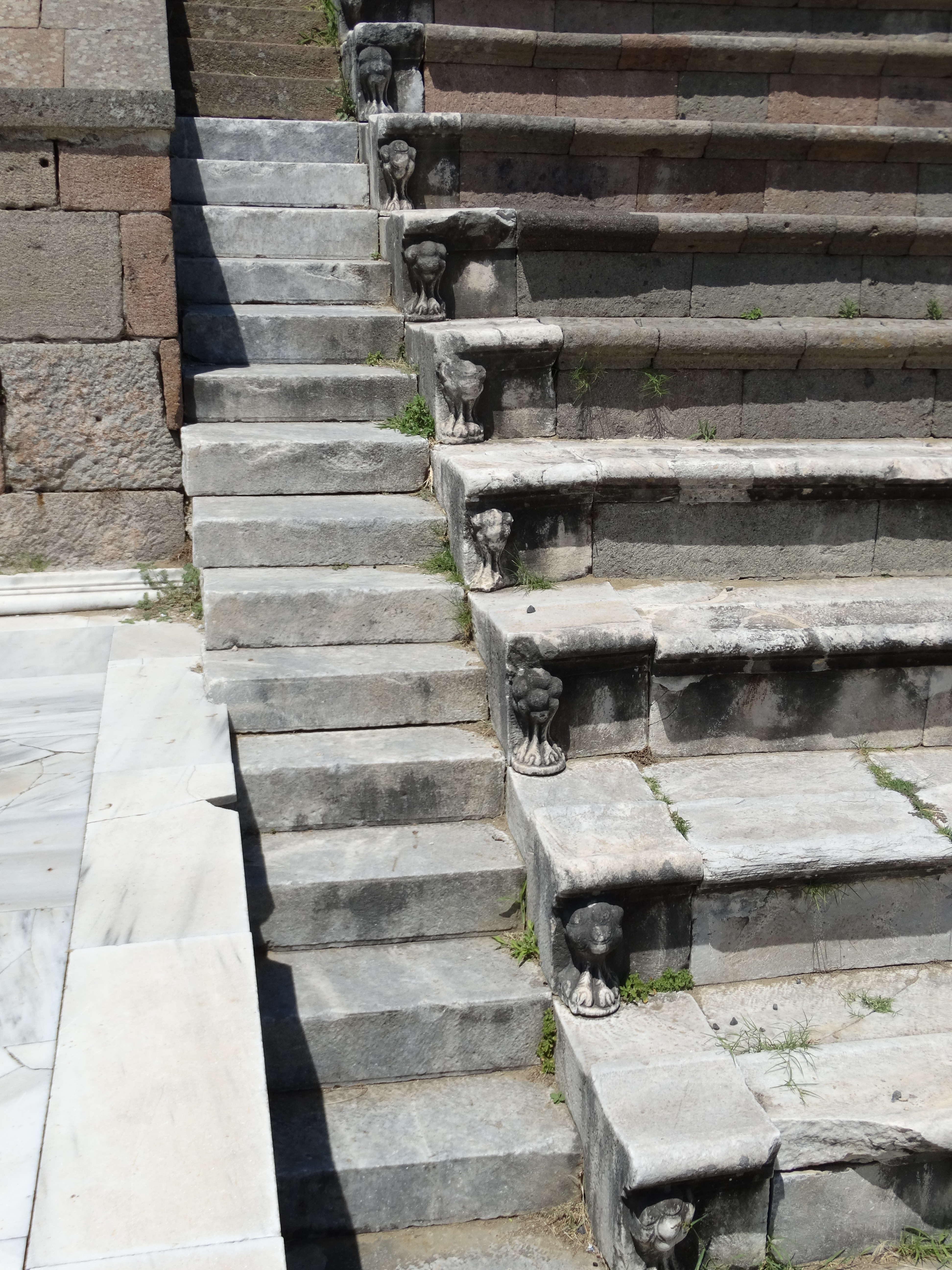
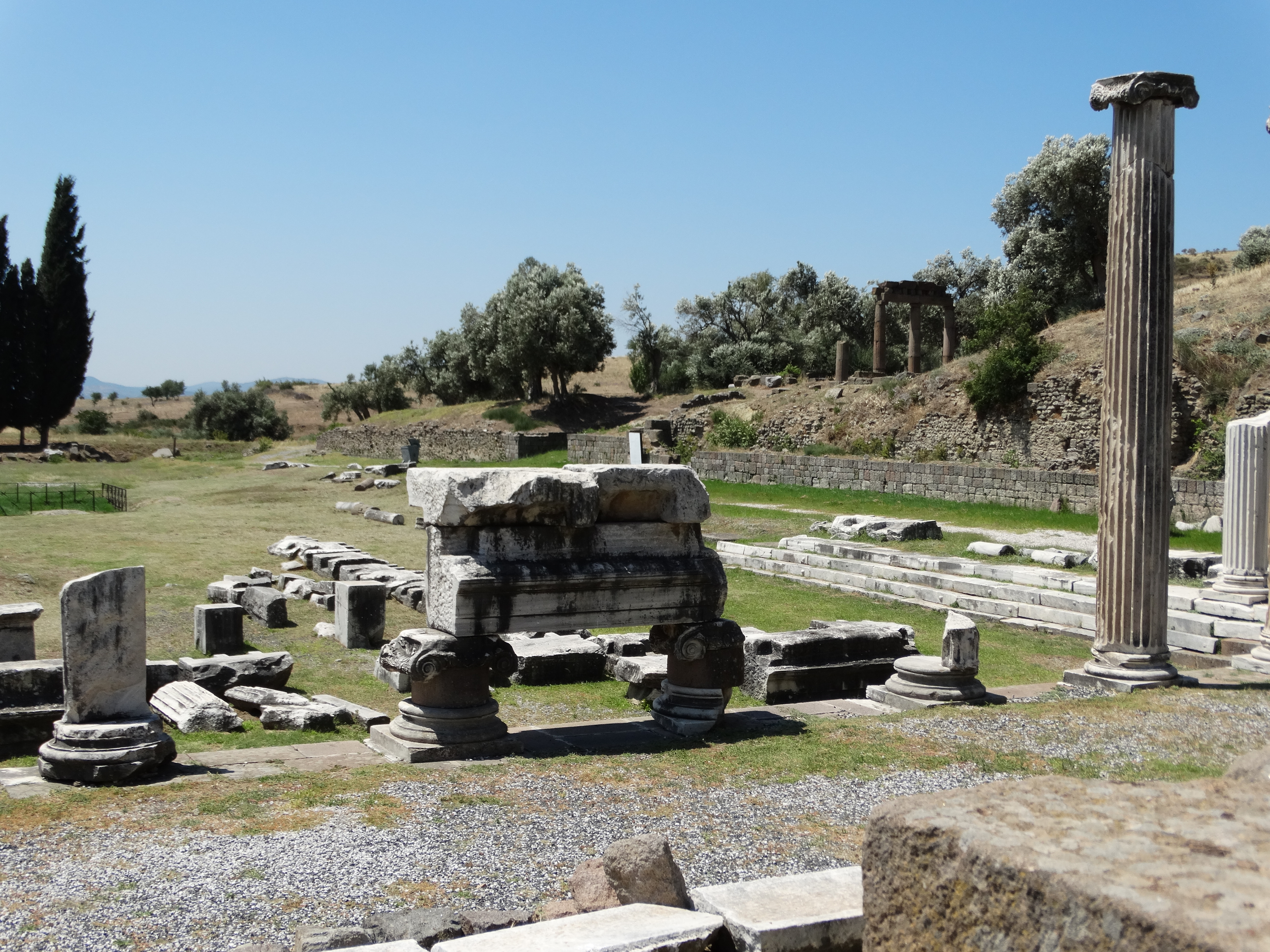
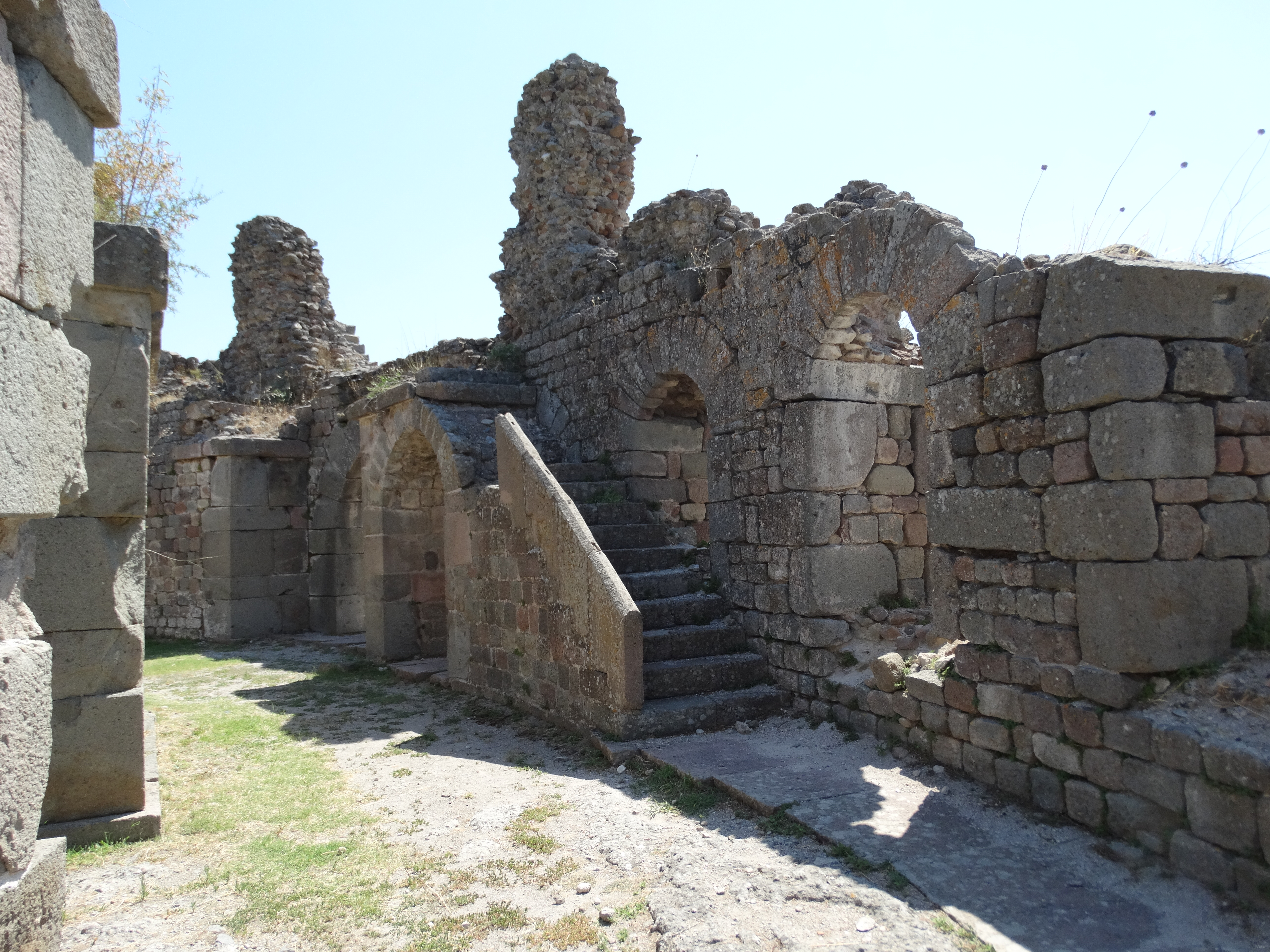
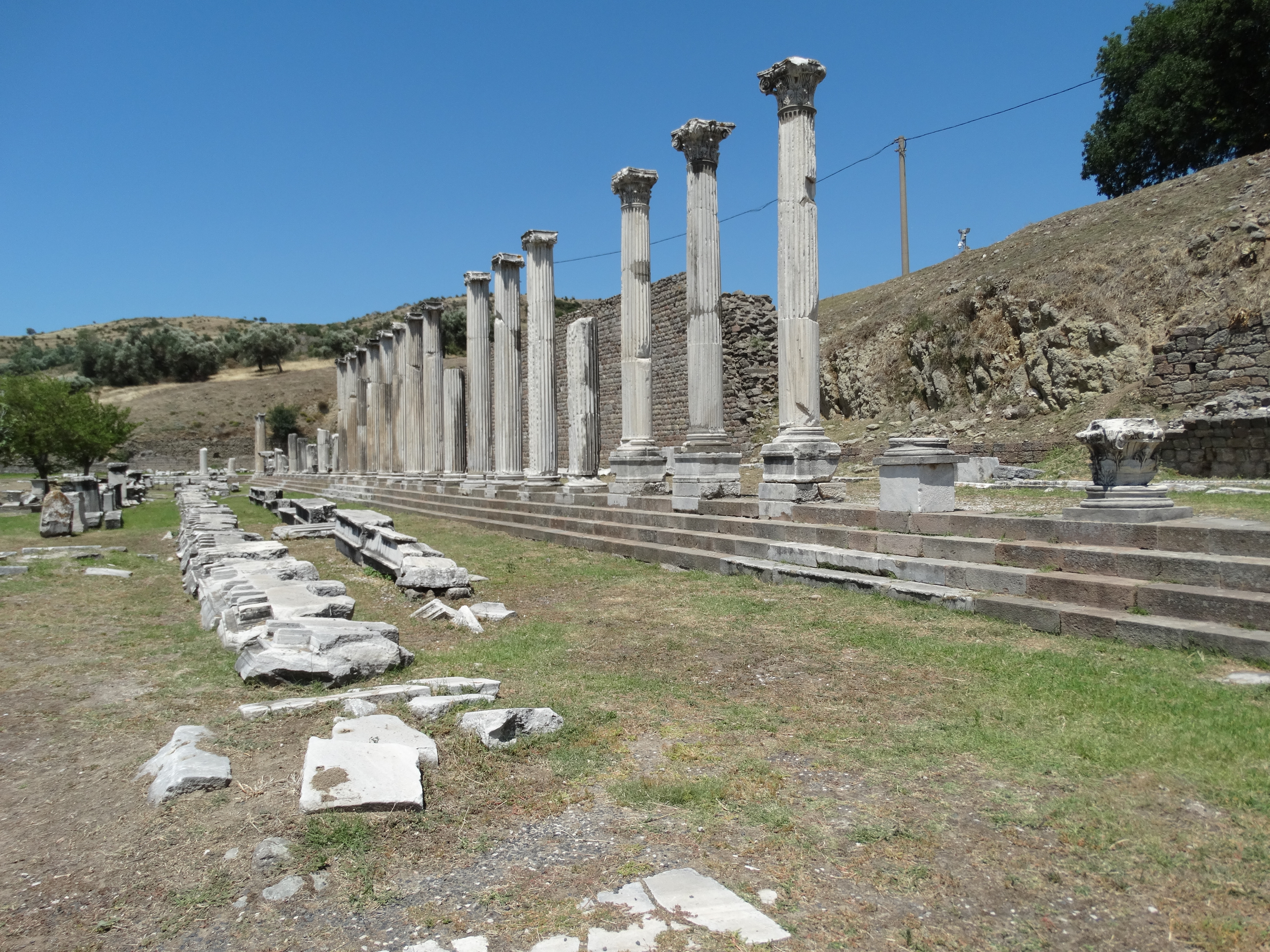
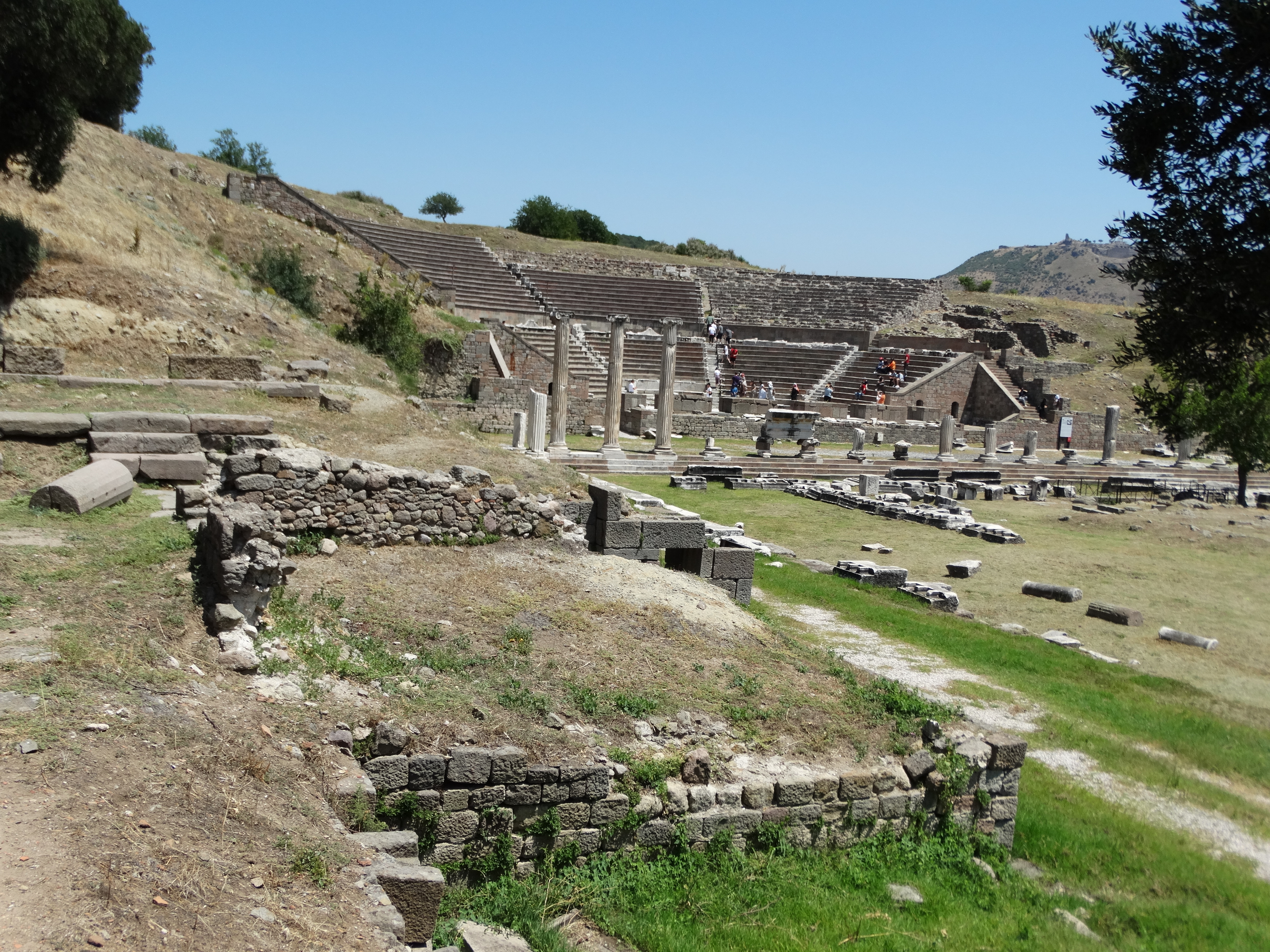
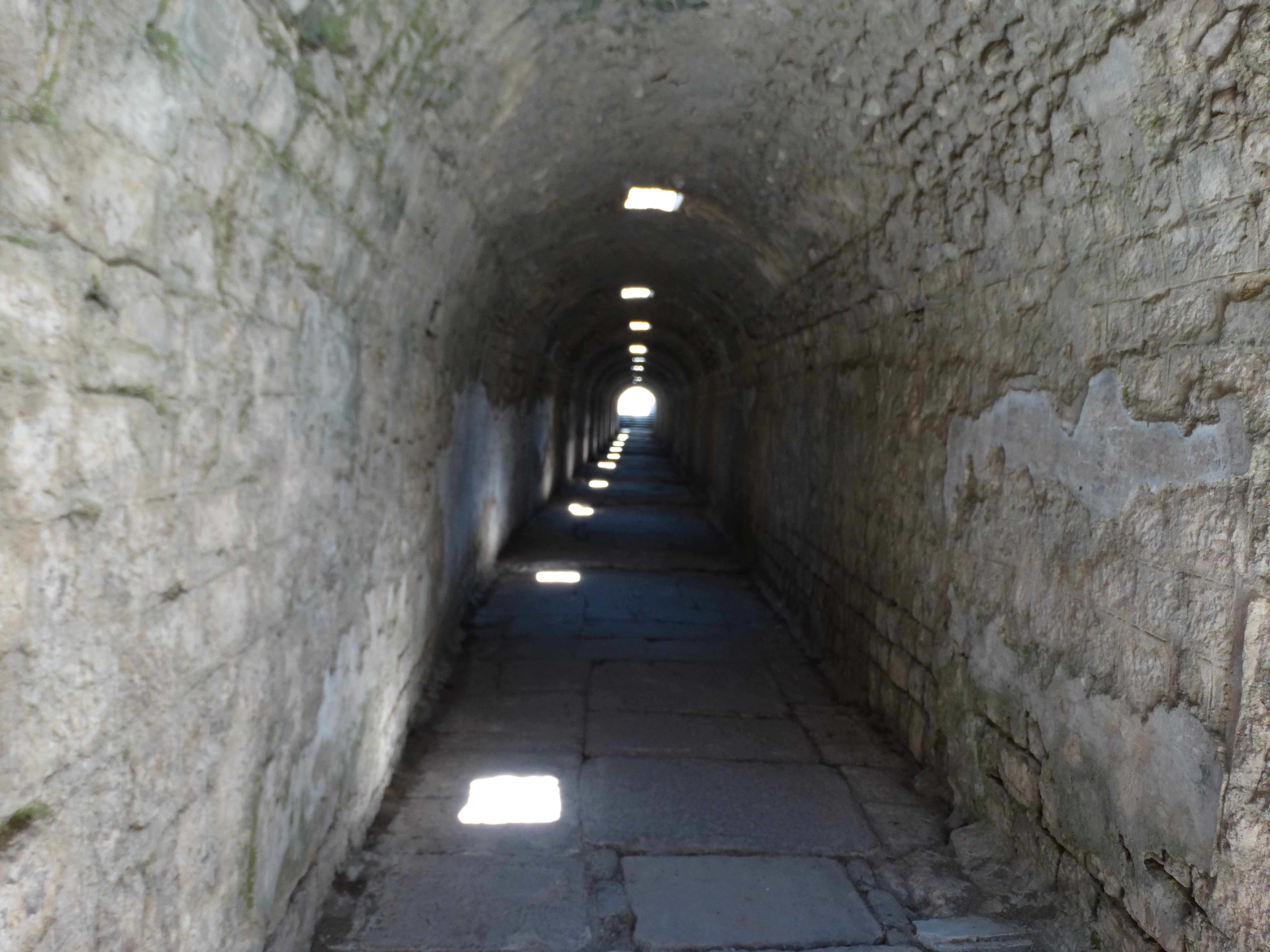
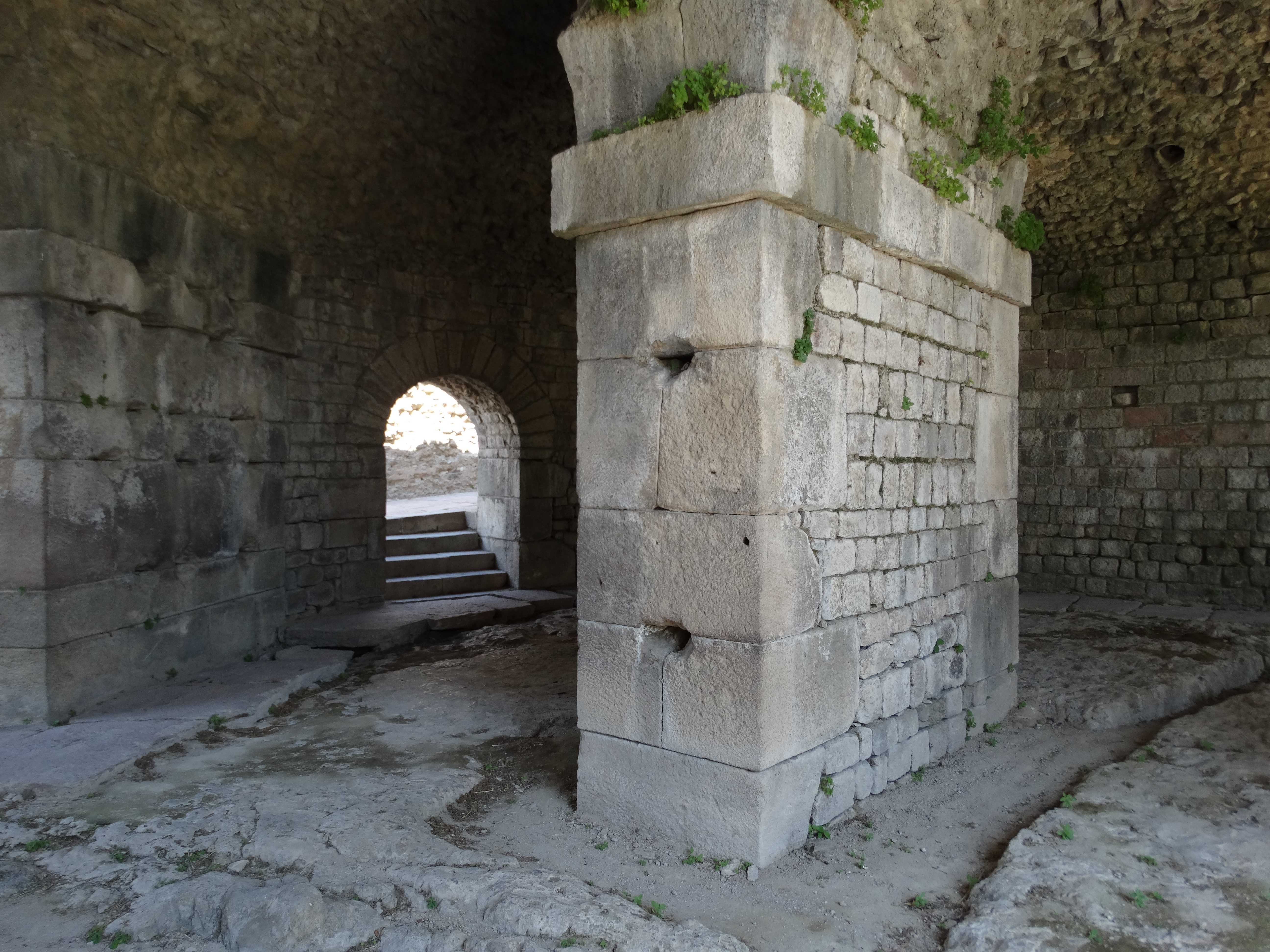